# Raión de Malyn
Malyn (en ucraniano: Малинський район) fue un raión o distrito de Ucrania en el óblast de Zhytomyr. En la reforma territorial de 2020, su territorio fue incluido en el raión de Korosten.
Comprendía una superficie de 1406 km².
La capital era la ciudad de Malyn, que no formaba parte del distrito y estaba constituida como una ciudad de importancia regional.

## Demografía
Según estimación 2010 contaba con una población total de 52147 habitantes.

## Otros datos
El código KOATUU es 1823400000. El código postal 11610 y el prefijo telefónico +380 4133.